# Фостер, Кэти (баскетболистка)
Кэтрин Джой «Кэти» Фостер (англ. Kathryn Joy "Kathy" Foster; а в девичестве Дейви (англ. Davey); род. 7 мая 1960 года, Лонсестон, Тасмания, Австралия) — австралийская профессиональная баскетболистка, выступавшая в женской национальной баскетбольной лиге (ЖНБЛ). Играла в амплуа лёгкого форварда. Трёхкратная MVP женской НБЛ (1985, 1986, 1989). Член Зала славы австралийского баскетбола с 2013 года.
В составе национальной сборной Австралии она принимала участие в Олимпийских играх 1984 года в Лос-Анджелесе, а также на мундиале 1983 года в Бразилии и чемпионате мира 1986 года в СССР.

## Ранние годы
Кэти Фостер родилась 7 мая 1960 года в городе Лонсестон (штат Тасмания).